# Casa Jacobs 1

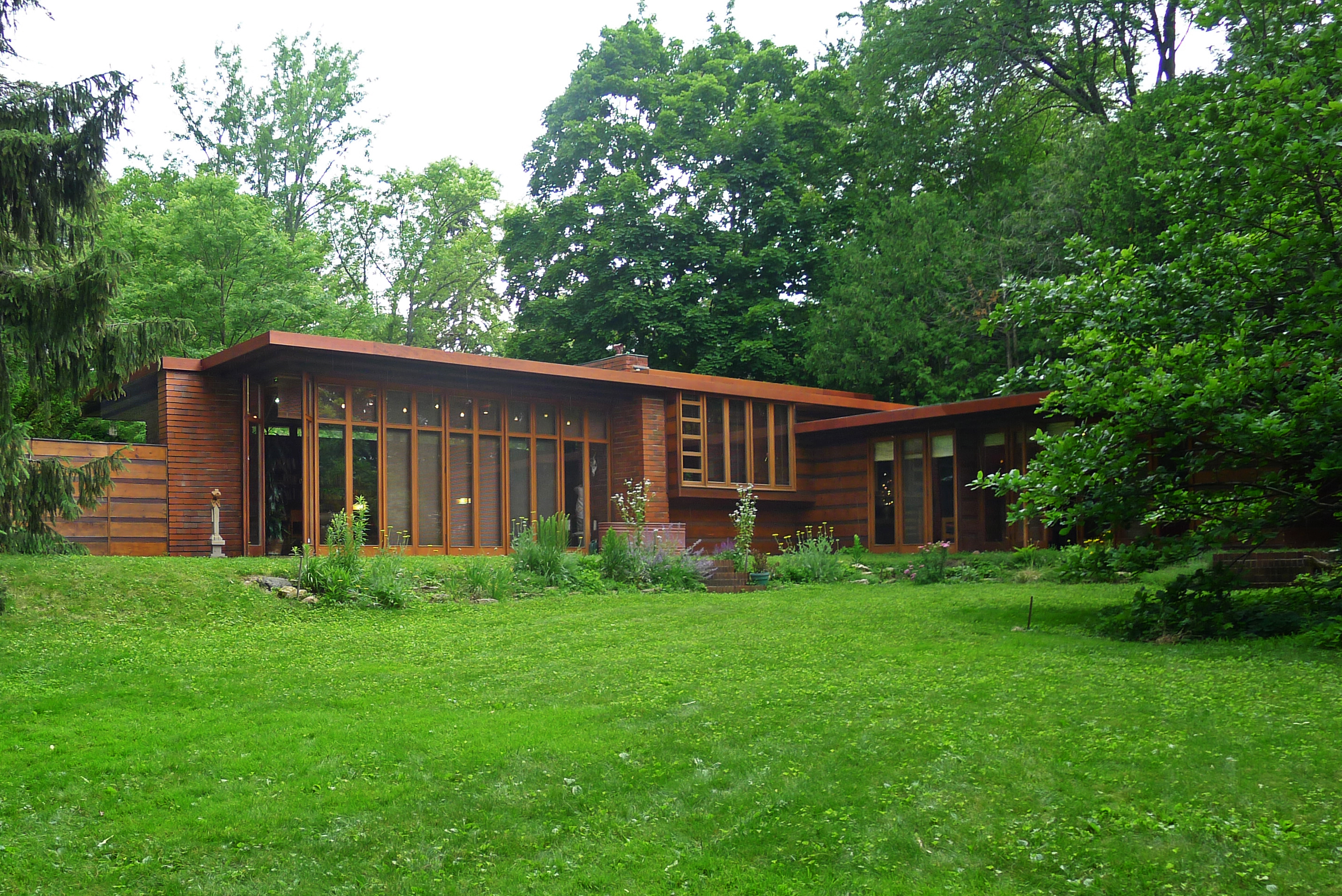
Fachada interior

La Primera Casa de Herbert y Katherine Jacobs, más conocida como Casa Jacobs 1, es una vivienda familiar que se encuentra en Madison, Wisconsin (EE. UU.). Fue diseñada por el arquitecto estadounidense Frank Lloyd Wright y construida en 1937, considerada la primera de sus casas Usonianas.

## Historia
El periodista Herbert Jacobs, un conocido de Wright, lo desafió a diseñar y construir para él una casa que no superara los 5000 dólares. El arquitecto proyectó una vivienda en L con una única planta libre y dos dormitorios. Para ahorrar costos de construcción Wright desarrolló un tipo de muro hecho con contrachapado de 57 mm de espesor. Algunos rumores sostienen que además decidió el desvío de ladrillos que debían usarse para el Edificio Johnson Wax ayudó a que el costo final de obra fuera de 5500 dólares.
Los Jacobs se instalaron rápidamente luego de la construcción, pero rápidamente la casa de dos dormitorios les quedó chica. Herbert Jacobs le encargó a Wright una segunda vivienda, conocida como Casa Jacobs 2, a la cual se mudaron a fines de los años 1940.
En las siguientes décadas, la casa Jacobs 1 fue pasando por diferentes propietarios que realizaron modificaciones y obras de mantenimiento de calidad muy variada. Una extensa restauración comenzó en 1983, intentando devolverle a la casa su aspecto original y renovando instalaciones deterioradas e ineficientes.
El dueño actual ofrece la casa para renta mensual y permite visitas guiadas por medio del Frank Lloyd Wright Wisconsin Heritage Tourism Program, Inc. (Programa de Turismo del Patrimonio de Frank Lloyd Wright en Wisconsin).
La casa fue declarada Monumento Histórico Nacional en 2003.